# SU-152
SU-152(原名KV-14) （俄语：СУ-152）是第二次世界大戰期間蘇聯的重型榴彈自走炮與突擊炮，用來取代蘇聯KV-2重型戰車，後被ISU-152式重型突擊炮取代。

## 開發及設計

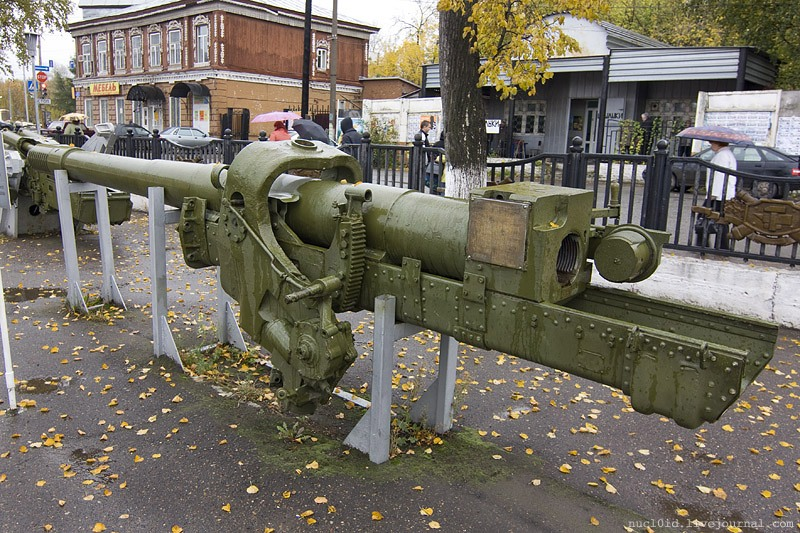
SU-152車身中的152 mm ML-20S 榴彈炮

如同當年的KV-2坦克一樣，SU-152的原本設計目的是為前線部隊提供強大火力支援，對付敵方堡壘等防禦工事。1942年11月，國家國防委員會下令發展安裝152.4毫米ML-20榴彈砲的重型自走砲。
1942年12月有設計師提出初步設計，計劃在KV-1S坦克的底盤上安裝此型榴彈砲。此設計可使用與KV-1坦克相同的引擎和變速器，大大簡化生產并降低成本。整個開發項目被名為“KV-14”，1943年1月產出原型車，然後進行國家測試。1943年2月14日，國家國防委員會接受了新開發的SU-152，指令馬上投入量產。量產時ChKZ工廠對原設計進行了一些小修改。
SU-152採用跟其他蘇聯自行火砲（如SU-122，SU-85）相似的設計。乘員作戰艙被裝甲板完全包覆，前裝甲傾斜以增強防護。駕駛員坐在車身左方，他前方的裝甲上開有窺視孔，但由於炮盾太大而影響視野。全車有三個可供乘員進出的艙門，位於車頂。152.4毫米榴彈砲安裝在車身中間偏右方，可水平移動共12°。
1943年底，因為KV系列坦克及其底盤停產，SU-152停止生產。當時已生產出約710輛SU-152。

## 實戰應用

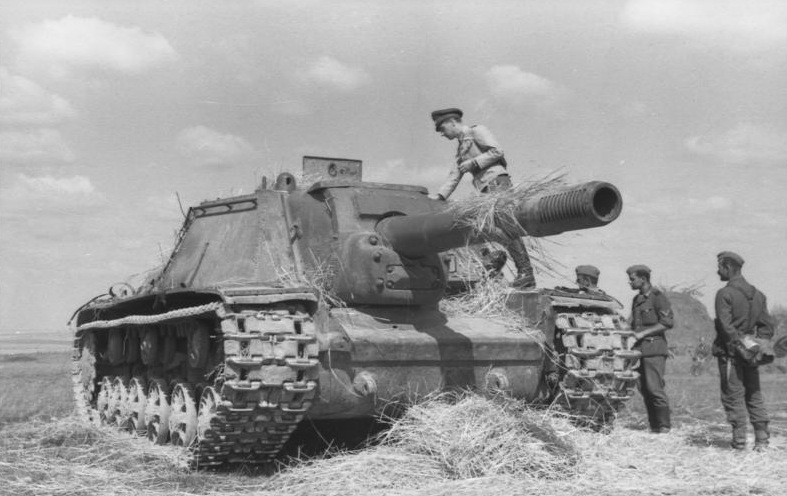
德國士兵檢查一輛被遺棄的SU-152

SU-152作為突擊砲被用於提供直接火力支援或遠程砲兵支援。強大的152mm榴彈砲對堡壘、步兵陣地和裝甲目標有良好效果。
雖然原本並非用作反戰車作戰，但後期也活躍于反戰車作戰中以驅逐戰車使用。通常採取埋伏戰術，以免遭受德軍精準砲火射擊。152 mm ML-20S榴彈砲可發射穿甲榴弹、高爆彈及高爆反坦克彈（HEAT）。除了直接貫穿裝甲殺傷敵方裝甲外，大威力的高爆彈可以震傷敵方裝甲兵，震鬆坦克內部零件。
首次參加的作戰是庫爾斯克戰役。SU-152成功擊毀德軍的虎式坦克、豹式坦克，甚至象式驅逐戰車（因高爆彈並沒有貫穿，被擊毀的大部份象式被收回并修好）。因此，SU-152被蘇聯傳媒宣傳為“動物獵人”（Зверобой）。不過傳媒宣傳與實際戰果出入較大。
戰例有Sankovskiy少校指揮一輛SU-152在一天裡摧毀了10輛德國坦克（未知類型）而被授予蘇聯英雄稱號。
實際上SU-152的榴彈由於彈頭與裝藥分離，而兩者都非常重（高爆彈彈頭50公斤），所以裝填時間很長。乘員作戰艙被裝甲板完全包覆，通風裝置效能一般，車內空氣混濁。SU-152裝甲不能抵禦虎式及豹式坦克的火炮，近戰時前線部隊損失較大。
後來更可靠，裝甲更厚的ISU-152取代了SU-152的位置，但在戰爭中倖存的SU-152一直服役到二戰結束。